# Володин, Алексей Михайлович
Алексей Михайлович Володин (18 декабря 1927, Владимир — 24 марта 2018, Ковров, Владимирская область) — шлифовщик Ковровского электромеханического завода Министерства оборонной промышленности СССР, Герой Социалистического Труда.

## Биография
Родился 18 декабря 1927 года во Владимире. С 1929 г. жил в городе Ковров Владимирской области, с 1942 года — в Тюмени, там окончил 7 классов школы (1944).
Два года учился в Ленинградском механическом техникуме, но был отчислен по состоянию здоровья и вернулся в Ковров.
В 1946—1947 годах токарь на Инструментальном заводе № 2 имени К. О. Киркижа, в 1947—1949 годах шлифовщик в конструкторском бюро В. А. Дегтярёва.
В 1950—2005 годах работал на Ковровском электромеханическом заводе. Освоил профессии фрезеровщика, доводчика, лекальщика, станочника, алмазного расточника, токаря-расточника, шлифовщика. Ориентируясь по звуку, шлифовал изделия с точностью до микрона. Сменные нормы выполнял на 150—160 %.
Участвовал в изготовлении опытных образцов новых видов автоматического стрелкового вооружения.
Указом Президиума Верховного Совета СССР от 26 апреля 1971 года присвоено звание Героя Социалистического Труда. Награждён орденом Трудового Красного Знамени (28.07.1966). Почётный гражданин города Ковров (1975).
Умер в Коврове 24 марта 2018 года.